# GCW Zero
La GCW Zero es una videoconsola portátil de código abierto basada en Linux creada por una nueva empresa, Game Consolas Worldwide. GCW Zero fue financiado por una exitosa campaña de financiación colectiva en kickstarter.com el 29 de enero de 2013 con US$238,499 recaudados, originalmente con el objetivo de $130,000. El proyecto fue creado por Justin Barwick. El dispositivo fue finalmente lanzado ese año.

## Concepto
El GCW Zero está diseñado para jugar juegos de desarrolladores de juegos homebrew/indie, así como también ejecutar emuladores para sistemas de juegos clásicos. La infraestructura del software es de código abierto y está disponible en GitHub.
Los sistemas compatibles incluyen consolas de juego como Neo Geo, Sega Mega Drive, Sega Master System, Sega Game Gear, Nintendo Entertainment System, Super Nintendo Entertainment System, Game Boy, Game Boy Color, Game Boy Advance, PlayStation, MSX, así como máquinas arcade a través del emulador Final Burn Alpha. La versión 1.8 de ScummVM agregó soporte GCW Zero.

## Special Edition
Antes de la campaña de Kickstarter, había una serie limitada de 150 unidades Special Edition. Hay dos diferencias notables: el texto de Special Edition bajo el logotipo de la pantalla GCW Zero y una tarjeta MicroSD interna de 32GB frente a los 16 GB de las unidades de producción posteriores. Un problema común con estas unidades de Special Edition es una almohadilla direccional que se pega en la dirección hacia abajo. Las soluciones comunes para este problema incluyen la aplicación de una pequeña cantidad de grasa dieléctrica en el área de fricción afectada o los botones de reemplazo impresos en 3D oficiales de la tienda GCW Zero en Shapeways.

## Recepción
Las revisiones en general han sido positivas y se han centrado en las capacidades de emulación del dispositivo. Steve Tilley, al escribir en el Toronto Sun, reconoció la interfaz poco intuitiva y la naturaleza que infringe los derechos de autor de muchas ROM. Aun así, pensó en el dispositivo y lo describió como "sostener un pedazo de mi infancia en la palma de mi mano". Tilley repitió estos pensamientos mientras presentaba un segmento para Reviews on the Run donde anotó el dispositivo 7.5/10; su coanfitrión, Raju Mudhar estuvo de acuerdo. David Heywood, al escribir en Micro Mart, elogió la excelente calidad de construcción del dispositivo y su uso de un sistema operativo que ya estaba bien establecido para las consolas portátiles.
La GCW se destacó por la disponibilidad limitada de títulos de juegos desde el lanzamiento.